# Saint-Quentin-de-Caplong
Saint-Quentin-de-Caplong is een gemeente in het Franse departement Gironde (regio Nouvelle-Aquitaine) en telt 276 inwoners (1999). De plaats maakt deel uit van het arrondissement Libourne.

## Geografie
De oppervlakte van Saint-Quentin-de-Caplong bedraagt 11,1 km², de bevolkingsdichtheid is 24,9 inwoners per km².
De onderstaande kaart toont de ligging van Saint-Quentin-de-Caplong met de belangrijkste infrastructuur en aangrenzende gemeenten.

## Demografie
Onderstaande figuur toont het verloop van het inwonertal (bron: INSEE-tellingen).